# Leipziger Drogenkompendium
Das Leipziger Drogenkompendium ist eine deutsche Arzneimittellehre aus dem 15. Jahrhundert. Sie wird als Ms 1224 in der Universitätsbibliothek Leipzig aufbewahrt.